# Manuel Hrizoloras
Manuel Hrizoloras (grško Μανουήλ Χρυσολωράς, * 1353 verjetno v Konstantinoplu, † 15. aprila 1415 v Konstanci ) je bil bizantinski diplomat in pionir pri uvajanju grške književnosti v zahodni Evropi v poznem srednjem veku.
Rodil se je v Konstantinoplu v dobri družini. Leta 1390 je vodil veleposlaništvo v Benetkah, ko ga je cesar Manuel II. Palaeologus poslal prositi za pomoč krščanske kneze proti muslimanskim Turkom. Roberto de' Rossi iz Firenc ga je srečal v Benetkah in leta 1395 je Rossijev znanec Giacomo da Scarperia odšel s Hrizolorasom v Konstantinopel študirati grščino. Leta 1396 ga je Coluccio Salutati, kancler Firenc, povabil naj pride in uči grško slovnico in literaturo.
Hrizoloras je prišel pozimi leta 1397, dogodka se spominja eden njegovih najbolj znanih učencev, humanistični učenjak Leonardo Bruni, kot veliko novo priložnost: tam so bili mnogi učitelji prava, vendar nihče ni študiral grščine v Italiji že 700 let. Še en zelo znan učenec je bil Ambrogio Traversari, ki je postal general Camaldoleškega reda. Hrizoloras je ostal v Firencah le nekaj let (1397-1400) in poučeval grščino od osnov. Preselil se je  poučevat v Bologno in kasneje v Benetke in Rim. Čeprav jih je veliko naučil, je le peščica njegovih izbranih študentov ostala tesno povezana skupina, ki je predstavljala prve humaniste renesanse. Med njegovimi učenci so bile nekatere glavne osebnosti za oživljanje grških študij v renesančni Italiji. Poleg Brunija in Ambrogio Traversarija še Guarino Da Verono in Palla Strozzi.
Po obisku Milana in Pavie in ko je bival v Benetkah že več let, je odšel v Rim na povabilo Brunija, ki je bil takrat tajnik papeža Gregorja XII.. Leta 1408 ga je cesar Manuel II. Palaeologus poslal v Pariz na pomembno misijo. Leta 1413 je odšel v Nemčijo na veleposlaništvo k cesarju Sigismundu, katerega cilj je bil, da se določi kraj za cerkveni zbor, ki se je kasneje sestal v Konstanzi ob Bodenskem. Hrizoloras je bil na poti tja da bi predstavljal grško cerkev, ko je nenadoma umrl. Njegova smrt je bila povod za spominske eseje, iz katerih je Guarino da Verona naredil zborko Chrysolorina.
Hrizoloras je prevedel dela Homerja in Platonovo Republic v latinščino. Njegova lastna dela, ki so krožila v rokopisu v času njegovega življenja, so vsebovala kratek del o Procesiji Svetega Duha in pisma njegovim bratom L. Bruni, Guarino, Traversari in na Strozzi, pa tudi dve deli, ki sta bili nazadnje natisnjeni. Njegova Erotemata Civas Questiones je bila prva osnovna grška slovnica v uporabi v zahodni Evropi in je prvič izšla leta 1484. Bila je široko ponatisnjena in ki je doživela velik uspeh ne samo med učenci v Firencah, ampak tudi med kasneje vodilnimi humanisti, ki so jo proučevali, kot so Thomas Linacre na Oxfordu in Erazem Rotterdamski v Cambridgeu; in Epistolæ tres de comparatione veteris et novæ Romae (Tri pisma o primerjavi starega in novega Rima, tj primerjavo Rima in Carigrada). Veliko njegovih razprav o morali in etiki in drugih filozofskih temah je prišlo v tisk v 17. in 18. stoletju, zaradi antikvarijskega interesa. Bil je predvsem vpliven prek poučevanja in spoznavanja mož, kot so bili Leonardo Bruni, Coluccio Salutati, Giacomo da Scarperia, Roberto de 'Rossi, Carlo Marsuppini, Pietro Candido Decembrio, Guarino da Veroni, Poggio Bracciolini z mojstrovinami grške književnosti.
Hrizolorasu gre verjetno v veliki meri zahvala tudi zato, da so lahko na latinskem zahodu ponovno brali v grščini in se tako zanimali za klasična besedila. Zavzemal se je za razvoj grških rokopisnih zbirk v Italiji. Pri teh prizadevanjih je imel pomemben delež še eden od njegovih učencev, Niccolò Niccoli. Z nakupom rokopisov, predvsem iz konstantinopolskih zalog je bilo končno mogoče izdelati kopije humanistov. Hrizoloras je imel tudi znaten delež pri pojavu klasične filologije v tistem času.